# Arnaud Grand
Arnaud Grand (Montreux, 28 augustus 1990) is een Zwitsers oud-wielrenner en veldrijder. 

## Biografie
In zijn jeugd kwam Grand vooral uit voor Zwitserse teams. Hij combineerde zowel het Veldrijden als het Mountainbiken en het Wegwielrennen. In zijn eerste seizoen bij de junioren werd hij onmiddellijk Vice-kampioen in het veldrijden, ook wist hij 3de te worden achter Marek Konwa en Tijmen Eising in de Cyclocross Gieten. Later dat seizoen pakte hij ook het brons op het Nationaal MTB kampioenschap. Zijn 2de seizoen als junior verliep stroever, hij behaalde geen grote uitslagen. Vanaf het veldrit seizoen 2008-2009 kwam hij uit voor de beloften. Het seizoen 2009-2010 betekende zijn doorbraak. Hij werd in Rennaz nationaal kampioen, maar hij wist vooral en knappe 4de plaats te veroveren tijdens het WK. Dit wekte de interesse van verscheidene grote Belgische teams, het was uiteindelijk Telenet-Fidea dat hem in de zomer van 2010 kon inlijven. Het daaropvolgende seizoen begon goed met een 2de plaats in de Wereldbeker van zijn thuisland. Ook wist hij zijn nationale titel te verlengen. In de zomer van 2011 ging hij zich vooral concentreren op het wegrennen. Dit bleek een goede keuze want hij werd als 21-jarige al knap 2de in de 4de etappe in de Koers van de Olympische Solidariteit. Samen met zijn ploeg en leeftijdsgenoot Arnaud Jouffroy kwam hij vanaf het veldrit seizoen 2012-2013 uit voor de elite.
In zijn eerste seizoen bij de profs behaalde hij niet het beoogde resultaat. Hierdoor werd zijn contract bij Telenet-Fidea niet verlengd. Vanaf het 1 januari 2013 komt hij dan uit voor het BMC Development Team, het opleidingsteam van het BMC Racing Team. Bij dit team ging hij zich meer op de weg concentreren, dit resulteerde in ritwinst tijdens de 2de etappe van de Tour of the Gila.
Na het veldritseizoen 2014-2015 stopte Grand met wielrennen. 

## Palmares

### Weg
2013
- 2e etappe Ronde van de Gila
- Puntenklassement Ronde van de Gila

2014
- GP Courtine

### Veldrijden
| Categorie | Seizoen   | Wereldbeker | WK  | EK     | ZK       | Overige   | Totaal aantal zeges |
| --------- | --------- | ----------- | --- | ------ | -------- | --------- | ------------------- |
| Junioren  | 2006-2007 |             | 37e | 22e    | Zilver   | Sion      | 1                   |
| Junioren  | 2007-2008 |             | 17e | 11e    | 4e       | Bern, Bex | 2                   |
| Junioren  | Totaal    | 0           | 0   | 0      | 0        | 3         | 3                   |
| Beloften  | 2008-2009 |             | 25e |        | 4e       |           | 0                   |
| Beloften  | 2009-2010 |             | 4e  | 20e    | Goud     |           | 1                   |
| Beloften  | 2010-2011 |             | 27e | 4e     | Goud     |           | 1                   |
| Beloften  | 2011-2012 |             | 8e  | 11e    |          |           | 0                   |
| Beloften  | Totaal    | 0           | 0   | 0      | 2        | 0         | 2                   |
| Elite     |           |             |     |        |          |           |                     |
| 2012-2013 |           | 20e         | NVT | 6e     |          | 0         |                     |
| 2013-2014 |           | 25e         | NVT | 4e     |          | 0         |                     |
| 2014-2015 |           | 28e         | NVT | Zilver | Madiswil | 1         |                     |
| Totaal    | 0         | 0           | 0   | 0      | 0        | 1         | 1                   |

Baestaens · Bertholet · Dlask · Gavenda · Grand · Hník · Meeusen · K.Pauwels · Peeters · Štybar · K.Szczepaniak · P.Szczepaniak · van Empel · van Kessel · Van Mechelen · B.Wellens
Adams · K.Baestaens · Dlask · Gavenda · Grand · Hník · Jouffroy · Meeusen · K.Pauwels · Peeters · Štybar · van Empel · van Kessel · B.Wellens
Adams · Al · Grand · Jouffroy · Meeusen · R.Peeters · D.Peeters · van Empel · van Kessel · Vandekinderen · B.Wellens